# Comuna tres de Valledupar
La Comuna tres, (también escrita como Comuna 3 o Comuna III o llamada Comuna Sur) es una de las seis comunas en que está dividida política-administrativamente la ciudad de Valledupar, capital del departamento del Cesar.
La comuna tres tiene una extensión de 667 hectáreas.
El Aeropuerto Alfonso López Pumarejo, el Terminal de Transporte de Valledupar y la Feria Gandera se encuentran en la comuna tres.

## Barrios
La Comuna tres está conformada por los siguientes barrios:
- Primero de Mayo
- San Martín
- Villa Leonor
- Valle Meza
- 7 de Agosto
- Urbanización Los Álamos I
- Villa Olga
- San Francisco
- El Prado
- Rueda
- La Manuelita
- La Felicidad
- Villa Fuentes
- El Oasis
- Don Carmelo
- Mareigua
- Urbanización El Rincón de Ziruma
- Urbanización Altos de Ziruma
- 25 de Diciembre
- Conjunto Residencial OGB (Óscar Guerra Bonilla)
- Urbanización Mayales Aeropuerto
- Urbanización La 27
- Nuevo Milenio
- El Páramo
- Urbanización La Primavera I-II
- Villa Haidith
- Urbanización Nando Marín
- Urbanización Lorenzo Morales
- Urbanización Parques de Bolívar Leandro Díaz etapas I-II -III
- urbanización Domínguez

## Localización
Bordea al norte con las comunas uno, dos y cuatro; hacia el oriente con la comuna dos, limitando con la Carrera 18D 'Avenida Simón Bolívar; y hacia el occidente con la comuna cuatro, teniendo como límite la Diagonal 21, salida hacia la carretera Valledupar-Bosconia (Ruta 80 - Invias); Al sur limita con zona rural del municipio de Valledupar.

## Instituciones educativas
Las siguientes instituciones educativas tienen sedes en la comuna tres:
- Colegio Rafael Valle Meza, barrio Primero de Mayo, Calle 26 29-30
- Escuela Urbana Mixta n.º 3, barrio Primero de Mayo, Calle 22C Con Carrera 19
- Escuela Urbana Mixta n.º 5, barrio Primero de Mayo, Calle 29 21-70
- Colegio Alfonso Araújo Cotes, barrio San Martín, Carrera. 22 n.º 35-42
- Colegio Milciades Cantillo Costa, barrio Villa Fuente, Calle 44 n.º 23-51
- Escuela Urbana Mixta , barrio Villa Fuente
- Escuela Urbana Mixta El Conductor, barrio Villa Leonor, Calle 41 n.º 20-61
- Colegio Joaquin Ochoa Maestre, barrio Mareigua Mz 11 y 12
- Colegio Enrique Pupo Martínez, barrio Siete de Agosto Calle 29 n.º 26-37
- Escuela Urbana Mixta 25 de Diciembre, barrio 25 de diciembre, Carrera 18 n.º 57A-11
- Megacolegio Andrés Escobar Escobar